# Chuyện tử tế
Chuyện tử tế (tiếng Anh: The Story of Kindness hay How to Behave) là một bộ phim tài liệu Việt Nam, sản xuất bởi Xưởng phim Tài liệu và Khoa học Trung ương do Trần Văn Thủy làm đạo diễn. Tác phẩm hoàn thành năm 1985 nhưng tới 1987 mới được ra mắt.
Với nội dung đi sâu vào thân phận của những người nghèo khổ và xã hội dưới thời bao cấp, bộ phim sau khi làm xong liền phải "giấu" khỏi sự phát hiện bởi chính quyền. Khi bước vào Đổi Mới, phim đã có cơ hội phát hành cùng Hà Nội trong mắt ai nhờ lời gợi mở của Tổng bí thư Nguyễn Văn Linh. Tuy vậy, Chuyện tử tế vẫn vấp phải những hạn chế khi chiếu rộng rãi đến công chúng và từng bị cấm không cho đem ra nước ngoài. Đạo diễn Trần Văn Thủy đã tìm mọi cách để phim xuất hiện ở Liên hoan phim tài liệu quốc tế Leipzig rồi đoạt giải Bồ câu bạc tại đây. Sau sự kiện này, hơn 12 đài truyền hình quốc tế đã mua bản quyền chiếu tác phẩm, đem về số tiền lớn cho nhà nước Việt Nam. Bộ phim còn xuất hiện tại nhiều liên hoan phim khác nhau trên thế giới.
Cho đến hàng thập kỷ sau khi ra đời, Chuyện tử tế vẫn được công nhận là bộ phim tài liệu tiêu biểu của nền điện ảnh Việt Nam, được đánh giá cao bởi các học giả chuyên môn. Phim đã trở thành nguồn cảm hứng cho nhiều tác phẩm hậu chiến và giúp Trần Văn Thủy nhận Giải thưởng Bùi Xuân Phái – Vì tình yêu Hà Nội vào năm 2022.

## Nội dung
Lời bình trong Chuyện tử tế, thể hiện chủ đề xuyên suốt của bộ phim. Nhiều tác giả về sau đã trích dẫn lại lời nhận xét như một định nghĩa về lòng tử tế
Chuyện tử tế mở đầu bằng hình ảnh đạo diễn Trần Văn Thủy cùng những đồng nghiệp thắp hương trước ngôi mộ nhà quay phim Đồng Xuân Thuyết nhân ngày giỗ đầu của anh. Trước khi qua đời vì căn bệnh ung thư, Đồng Xuân Thuyết đã đề nghị các bạn thực hiện một bộ phim tài liệu thực sự có ý nghĩa về tình thương yêu của loài người hoặc xuất phát từ nỗi đau nhân thế. Thuyết cũng đọc cho họ nghe một đoạn trích về tâm hồn con người trong cuốn tiểu thuyết Liên Xô Quy luật của muôn đời.
Tiếp đó, bộ phim đi sâu vào câu hỏi: "Thế nào là sự tử tế?". Đạo diễn tìm câu trả lời thông qua nhiều thân phận, hoàn cảnh sống khác nhau: từ người thành phố bình thường tới những lao động lam lũ nơi thôn quê, thậm chí cả người bệnh phong bị xã hội xa lánh. Qua hành trình tìm lời giải đáp ấy, Trần Văn Thủy đã bộc lộ trăn trở trước cuộc sống khó khăn, thiếu đi sự tử tế giữa người với người. Phim chứa đựng cảnh đời của những cá thể ở đáy xã hội, trong đó nổi bật là một cậu bé chăn vịt vì lỡ để vịt phá ruộng hợp tác xã mà phải mang lý lịch xấu suốt đời; một giáo viên dạy Toán giỏi bỏ nghề đi bán rau kiếm sống; hay những cựu chiến binh từng chiến đấu dũng cảm lại làm xích lô hoặc sửa xe đạp để mưu sinh trong thời bình. Chuyện tử tế khép lại bằng hình ảnh đám tang Đồng Xuân Thuyết cùng những lời tâm sự của anh về mong muốn được tiếp tục sống để chứng kiến tác phẩm hoàn thành.

## Sản xuất
Trần Văn Thủy, 
Năm 1982, đạo diễn Trần Văn Thủy cho ra đời phim tài liệu "mượn chuyện xưa để nói chuyện nay" Hà Nội trong mắt ai. Nội dung phản ánh chân thực cuộc sống thời bao cấp và những suy nghĩ sâu sắc của Trần Văn Thủy về xã hội đã khiến bộ phim bị cấm chiếu ngay khi được đem ra kiểm duyệt. Tác phẩm cũng khiến đạo diễn gặp nhiều trở ngại trong cuộc sống và công việc suốt thời gian dài; nhiều bạn bè đồng nghiệp còn tưởng ông sắp bị bắt giam. Bất chấp những khó khăn vướng phải, Trần Văn Thủy vẫn âm thầm làm bộ phim tài liệu tiếp theo của mình với tựa đề Chuyện tử tế.
Chuyện tử tế được ông khởi quay từ năm 1984 và hoàn thành vào 1985 khi vẫn đang trong chế độ bao cấp. Đạo diễn thực hiện bộ phim này ở điều kiện hết sức thiếu thốn và khó khăn, bị gia đình phản đối và công an theo dõi. Với thời lượng dài 43 phút ở định dạng phim 35mm, Chuyện tử tế là một tác phẩm không có kịch bản, hoàn toàn chỉ là các ý tưởng được xâu chuỗi lại trong quá trình đi thực tế. Trước đó để được cơ quan duyệt đi làm phim, đạo diễn Hồ Trí Phổ phải tạm viết kịch bản mang tên Đi từ nỗi đau con người nói về mối quan hệ thầy thuốc và bệnh nhân, mặc dù ý tưởng và chủ đề của Chuyện tử tế vẫn còn mơ hồ. Trần Văn Thủy đã giao vai trò quay chính cho nhà quay phim Lê Văn Long – đồng nghiệp của ông tại Xưởng phim Tài liệu và Khoa học Trung ương.
Khác với tác phẩm trước, lần này phim tập trung hơn vào thân phận của lớp người nghèo đói trong xã hội. Theo Trần Văn Thủy, ông làm Chuyện tử tế vì nghĩ con người phải biết sống tử tế với nhau, nhất là trong hoàn cảnh có rất nhiều người "bất hạnh trên sự vô lý". Nhân vật xuất hiện tại đoạn đầu và cuối bộ phim, Đồng Xuân Thuyết, đã giúp đỡ rất tích cực cho đoàn phim mặc dù bị mắc ung thư giai đoạn cuối. Trên giường bệnh, anh còn thảo luận với Trần Văn Thủy về những góc quay cần thiết để thực hiện cảnh đám ma của chính mình. Tuy nhiên, việc chọn Đồng Xuân Thuyết để đưa vào phim lại vấp phải phản đối do anh không phải người có công trạng đặc biệt. Trần Văn Thủy cho rằng đây cũng là thân phận con người nên vẫn bấm máy ghi. Trong số những câu chuyện của bộ phim, đoàn phim đã theo chân một nữ bệnh nhân bị hủi được chữa khỏi suốt một tháng, cũng như ghi hình các nữ tu Kitô giáo trong trại phong – vốn là đối tượng thuộc công giáo bị chính quyền Việt Nam nhắm tới gắt gao vào thời điểm ấy.
Người đọc lời bình cho bộ phim là Trần Đức, nghệ sĩ hoạt động bên truyền hình. Trong quá trình làm hậu kỳ phim, đạo diễn Trần Văn Thủy đã bị ốm. Ông nhập viện chữa trị tại Bệnh viện Bạch Mai. Tại đây, nhân có dịp chứng kiến điều kiện ăn ở, chữa trị của các bệnh nhân, Trần Văn Thủy đã viết ra lời bình kết phim khi đang nằm trên giường bệnh. Sau khi hoàn thành, đạo diễn quyết định chọn cái tên Chuyện tử tế với suy nghĩ tác phẩm có khả năng cao bị cấm chiếu, và cái tên hơi "quái" của bộ phim sẽ khiến cơ quan duyệt phim phải cấm "chuyện tử tế".
Cũng như Hà Nội trong mắt ai, Chuyện tử tế lúc mới làm xong không thể đến với công chúng, bị "giấu đi" và trì hoãn ngày nộp sản phẩm để tránh lãnh đạo hãng nghiệm thu phát hiện. Vào ngày 25 tháng 9 năm 1987, khi Việt Nam đã bước sang giai đoạn Đổi Mới, Bộ Chính trị chính thức ra chỉ thị thông qua Văn phòng Trung ương Đảng, yêu cầu Ban Tư tưởng Văn hóa Trung ương và Bộ Văn hóa – Thông tin phải cho công chiếu Hà Nội trong mắt ai rộng rãi trên toàn quốc. Đến tháng 10 năm 1987, trong một cuộc gặp giữa tân Tổng bí thư Nguyễn Văn Linh với Trần Văn Thủy liên quan đến Hà Nội trong mắt ai, ông đã đề nghị đạo diễn làm ngay phần tiếp theo của phim, rồi nhắc lại một lần nữa trước toàn thể các nghệ sĩ khác. Dựa vào lời yêu cầu của Nguyễn Văn Linh, Trần Văn Thủy cho ghi chữ "Tập 2" dưới phần tiêu đề dẫn nhập để phim có thể ra mắt một cách thuận lợi mà không phải chịu bất cứ sự kiểm duyệt nào, dù thực tế hai tác phẩm không liên quan gì đến nhau. Cuối cùng, cả Hà Nội trong mắt ai và Chuyện tử tế đã được gộp thành một và đem đi chiếu tại các rạp cũng như ở các cơ quan, câu lạc bộ khắp cả nước.

## Công chiếu
Từ trước khi phát hành chính thức, nhiều nơi đã tổ chức chiếu phim kín tới người xem; người dân phải mua vé "chui" để coi. Thời điểm công chiếu rộng rãi, hầu hết rạp phát hành Chuyện tử tế và Hà Nội trong mắt ai tại Hà Nội luôn trong tình trạng kín chỗ. Đây được ghi nhận là những sự kiện chưa từng có đối với thể loại phim tài liệu sản xuất bởi nhà nước, vốn nhận về ít sự quan tâm và thường chỉ chiếu kèm phim truyện hoặc chiếu miễn phí.

Trái ngược với sự công nhận từ chính quyền đối với Hà Nội trong mắt ai, Chuyện tử tế lại bị dùng quyền lực để hạn chế rồi đến giữa năm 1988 thì dần yên ắng. Thời gian này, một bài báo viết về bộ phim của phóng viên Matthias Weile thuộc hãng thông tấn ADN đã xuất hiện khắp mặt báo Đông Đức rồi lan sang các nước khác. Nhờ sự kiện trên, hầu hết đoàn đại biểu quốc tế tại Liên hoan phim Việt Nam lần thứ 8 đã biết đến sự tồn tại của bộ phim và thông tin phim tại liên hoan, dù tác phẩm không được phép chiếu. Nhiều nhân vật điện ảnh và các đoàn đại biểu quốc tế, trong số đó có đạo diễn nổi tiếng người Cuba Santiago Álvarez, cùng lên tiếng yêu cầu được xem phim, bất chấp câu trả lời mập mờ và thái độ lờ đi của ban tổ chức liên hoan. Dưới sức ép của các đại biểu, một buổi chiếu phim Chuyện tử tế đã diễn ra nhưng chỉ dành cho những đại biểu ngoại quốc và không được phát cho công chúng. Tuy có được sự cổ vũ nhiệt thành từ khán giả cùng các nhà làm phim quốc tế, Chuyện tử tế đã bị chính quyền "ỉm đi", ngăn cản đem ra chiếu ở nước ngoài.

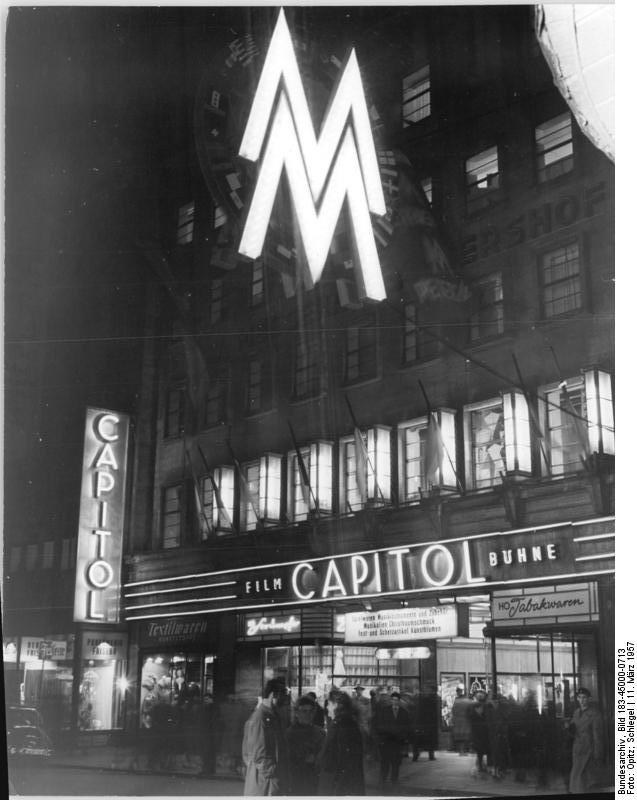
Rạp Capitol, Đức – nơi diễn ra buổi chiếu chính thức bộ phim tại Liên hoan phim Leipzig

Năm 1988, Cộng hoà Dân chủ Đức mời tác giả Trần Văn Thuỷ cùng bộ phim Chuyện tử tế đến tham dự liên hoan phim Leipzig 1988. Thư mời được gửi trước 6 tháng để đề phòng những cản trở do thủ tục hành chính rắc rối thời bấy giờ gây ra. Ngay lập tức, nội bộ những nhà lãnh đạo văn nghệ đã nảy ra tranh cãi dữ dội về việc nên chiếu hay không chiếu phim, sửa hay không sửa. Rất nhiều ý kiến ủng hộ việc đem phim dự thi. Cuối cùng, Cục Điện ảnh đã ra chỉ thị: cho tác giả Trần Văn Thuỷ và một đồng nghiệp đi cùng, song nhất quyết không cho mang phim đi.
Bị cấm đem theo phim, Trần Văn Thuỷ vẫn quyết tâm tìm mọi cách để đưa Chuyện tử tế ra nước ngoài, nhận thức rằng bản thân sẽ vào tù nếu bị phát hiện và phim không đoạt giải. Bằng mối quan hệ riêng, ông đã có được bản phim mới nguyên rồi bí mật liên hệ với người của liên hoan phim đem đi chiếu ở Leipzig. Bộ phim đã thành công giành một trong hai giải Bồ câu bạc của liên hoan phim, nhưng chỉ ngay sau buổi công chiếu tại rạp Capitol, Trần Văn Thủy phải lập tức trốn sang Pháp để không bị bắt. Vì lẽ đó, trong lễ trao giải ông đã không lên nhận giải mà thay vào đó là em vợ của ông. Sự kiện Chuyện tử tế giành giải thưởng lớn đã được hàng loạt các cơ quan truyền thông quốc tế đưa tin như The New York Times, Le Figaro, Le Monde diplomatique,... Trong đó, tờ Libération của Pháp ngày 1 tháng 3 năm 1989 dành hẳn một trang báo để nói về bộ phim. Dù vậy, không báo chí nào trong nước khi ấy đưa tin về thành tích này, ngoại trừ tờ Tuổi Trẻ đăng lên một cách trang trọng. Theo Trần Văn Thủy, nếu Chuyện tử tế không giành giải thì có lẽ ông đã không dám quay trở về Việt Nam.
Sau khi biết được thành công bất ngờ của Chuyện tử tế trên trường quốc tế, hàng loạt buổi hội họp ở các cấp chính quyền Việt Nam đã bàn thảo đối sách với bộ phim. Sau cùng, Liên hiệp Điện ảnh Việt Nam quyết định gửi văn bản ủy quyền cho Hội người Việt tại Pháp để đem phim đi bán bản quyền. Hơn 12 đài truyền hình quốc tế từ châu Á đến châu Mỹ như SBS, NHK,... đã mua bản quyền chiếu phim. Trong số đó, đài truyền hình Anh Channel 4 trả 25.000 USD tiền bản quyền để đem phim lên sóng truyền hình; đài France 3 của Pháp cũng bỏ ra 70.000 Franc mua bản quyền truyền hình phim. Tuy nhiên, số tiền này Trần Văn Thủy không được hưởng một đồng nào mà tất cả đều gửi về Liên hiệp Điện ảnh Việt Nam.
Bên cạnh truyền hình, phim cũng từng chiếu tại vô số sự kiện điện ảnh khác nhau trên thế giới, đáng kể gồm Liên hoan phim tài liệu quốc tế Yamagata lần thứ nhất (Nhật Bản, 1991), Liên hoan phim Cinéma du réel (Pháp) và Liên hoan phim quốc tế châu Á Vesoul (Pháp). Ở Mỹ, phim được phát hành dưới định dạng DVD và công chiếu hơn 100 lần tại các buổi hội thảo, liên hoan phim cùng trường đại học lớn.

## Tiếp nhận

### Công chúng
Thời điểm mới ra mắt, bộ phim đã được công chúng đón nhận nồng nhiệt. Phim tạo được tiếng vang lớn tại Việt Nam và gây nên một "cơn địa chấn" trong làn sóng Đổi Mới. Điều này là nhờ những lời bình trong phim đốp chát trực diện vào thân phận của người nghèo khổ cùng mâu thuẫn còn tồn tại trong xã hội với chính quyền đương thời, khác lối ẩn dụ nhẹ nhàng như Hà Nội trong mắt ai.
Chỉ riêng tại buổi chiếu trong khuôn khổ Liên hoan phim Leipzig ở rạp Capitol, Đức tối ngày 27 tháng 11 năm 1988, hàng trăm khán giả đã đến để xem Chuyện tử tế; một số phải đứng vì hết chỗ ngồi. Trong khi chiếu phim, khán giả vỗ tay tới ba lần. Lúc buổi chiếu kết thúc, mọi người vỗ tay tiếp một hồi lâu. Đài phát thanh quốc gia Đông Đức cũng dành hẳn một phần giới thiệu và tán thưởng bộ phim. Tuy nhiên, những lời khen chê của người xem Việt Nam với tác phẩm lại được ghi nhận là phân tán hơn nhiều so với Hà Nội trong mắt ai. Trong đó, số ý kiến phản đối không ít. Viết cho tạp chí Nghệ thuật điện ảnh, nhà văn Ngô Thảo cho rằng việc tại đôi chỗ "suy ngẫm của tác giả còn ở tình trạng bất cập với chân lý" là lý do khiến bộ phim gây ra tranh cãi. Những người xem thuộc thế hệ lớn tuổi cho là phim còn "quá tham các sự kiện thời sự, [...] lồng chúng lại với nhau không khéo léo", "lời bình hơi nhiều và có vẻ đao to búa lớn". Thế hệ người trẻ cũng phê bình "cách dẫn dắt câu chuyện [của Chuyện tử tế] còn gượng gạo", dù ghi nhận tính "dữ dội, bạo liệt" của bộ phim và bày tỏ sự yêu thích với Hà Nội trong mắt ai nhiều hơn là Chuyện tử tế.
Ở góc độ báo chí, cây bút Ngô Sơn từ báo Hànộimới bên cạnh dành lời đánh giá cao tinh thần và một số trường đoạn cụ thể, nhìn nhận Chuyện tử tế như một sự "cởi trói" cho những nhà lao động nghệ thuật khi dám "nhìn thẳng vào sự thật, nói rõ sự thật", đã nêu ra những khiếm khuyết trong phim, bao gồm các hình ảnh so sánh "khập khiễng", "quá đáng"; "đưa hình ảnh đám ma, đám mộ vào phim hơi nhiều"; và việc phim thiếu một sự quán xuyến chặt chẽ, logic bởi cách xâu chuỗi tình tiết trong phim "kỳ". Viết trên tờ Người Hà Nội, Vũ Ngọc Phương nhận xét phim mang phảng phất của Hà Nội trong mắt ai, có những cảnh gây xúc động người xem. Nhưng ông đã phê phán cách nhìn nhận tiêu cực của đạo diễn khi sử dụng các thủ pháp đối lập giữa cảnh nghèo đói của nhân dân với cảnh quan chức sang trọng, biển hiệu cơ quan công quyền có chữ "... Nhân Dân" để ngụ ý chính quyền đi ngược lại với quyền lợi người dân, vốn theo ông là sai lệch với chính sử. Cũng theo tác giả, các phim sau của Trần Văn Thủy nếu làm cần phải cho thấy được "niềm tin vào tương lai tươi sáng của Dân tộc" thay vì "quá tự nhiên cảm tính" như ở một số trường đoạn của Chuyện tử tế và Hà Nội trong mắt ai, chưa xây dựng được những hình mẫu điển hình để đưa cái xấu, cái ác trong xã hội đương thời ra mà nghiêm trị, bài trừ.

### Giới phê bình chuyên môn
Trọng Thành, RFI
Bộ phim đã thu hút phản ứng tích cực từ các nhà nghiên cứu, phê bình chuyên môn. Đối với Doraiswamy và Padgaonkar (2011), khi so sánh Hà Nội trong mắt ai với Chuyện tử tế, họ đã bày tỏ sự ưa thích hơn với tác phẩm thứ hai vì nó "ít gây tranh cãi hơn, [...]  mãnh liệt hơn và có giọng điệu triết học hơn". Cây bút Bradley (2009) nhận xét phim sử dụng các thủ pháp đối lập khác nhau, từ việc phỏng vấn cựu chiến binh có nhiều thành tích trong hai cuộc chiến tranh Việt Nam bị nhà nước phớt lờ, phải làm công việc nặng nhọc đến miêu tả sự tận tâm của các nữ tu trong trại phong và những thân phận nghèo khổ trái ngược với quan chức nhà nước, qua đó định hình nên "một bức chân dung đáng nguyền rủa của xã hội Việt Nam thời kỳ đầu cải cách kinh tế thị trường".
Bộ đôi tác giả Freeman và Đình Hữu (1991) đã bình luận Chuyện tử tế là một bộ phim "phức tạp với nhiều ý nghĩa sâu sắc", vừa thể hiện những nề nếp truyền thống vừa phơi bày sự mâu thuẫn trong lý tưởng và thực tiễn xã hội Việt Nam khi đó; nêu rõ rằng đây "xứng đáng là một tác phẩm đại chúng và có thể là chủ đề của tranh cãi và bàn luận trong nhiều năm tới". Giáo sư Hồ Tài Huệ Tâm của Đại học Harvard cũng đồng quan điểm, nhận định phim "cung cấp một cái nhìn hấp dẫn về xã hội miền Bắc Việt Nam khi bắt đầu đổi mới kinh tế và xã hội [...] tuy mới chỉ được trình bày ở dạng phôi thai trong Chuyện tử tế, đã trở thành những vấn đề gay gắt và cấp bách ở Việt Nam hiện nay". Trong khi đó, các học giả Michael Ronov và Dean Wilson (2012) viết một bài phân tích có tựa đề "Tran Van Thuy's Story of Kindness: Spirituality and Political Discourse", chỉ ra điểm độc đáo về bộ phim khi dám "công khai chỉ trích chính phủ và bày ra những nội dung về phương diện tinh thần" – vốn là điều không thể thấy trong các bộ phim tài liệu khác được sản xuất trước đó. Phim cũng mang đường nét của tác phẩm nghệ thuật cá nhân "táo bạo [...] khiến Trần Văn Thủy trở thành một nghệ sĩ trong mắt khán giả nước ngoài".
Năm 2008, đạo diễn Vũ Hà, viết cho Báo điện tử VOV, đã đánh giá Chuyện tử tế có giá trị nghệ thuật cao, mang tính đột phá trong thể loại phim tài liệu Việt Nam và chứng tỏ sự dũng cảm của những nhà làm phim trong việc phản ánh hiện thực xã hội và suy nghĩ người dân. Theo Văn Bảy tờ Thể thao & Văn hóa, phim cũng trở thành bước tiên phong cho kiểu cách làm phim không kịch bản – là tinh thần chung của các bộ phim tài liệu quốc tế. Trong một bài viết của tạp chí Văn hóa Nghệ thuật đăng vào tháng 8 năm 2013, nhà nghiên cứu Đào Mai Trang nhìn nhận bộ phim có "sức hấp dẫn lớn nhất" nhờ vào thái độ sống của Trần Văn Thủy thể hiện xuyên suốt nội dung phim, với lời bình luận "có lúc như xát muối vào lòng người xem", dù vẫn chỉ ra một số khuyết điểm như còn "lời bình nhiều, hình ảnh không hẳn kỹ lưỡng và lộ nhiều dấu hiệu sắp đặt". Tác giả nhận xét cách truyền cảm hứng này đã thành công trong việc chạm đến cảm xúc người xem, "nói với họ những điều mà đôi khi, lòng họ cùng thấy nhưng miệng không thể mở".

## Giải thưởng
| Năm  | Giải thưởng                                                    | Hạng mục      | Đề cử        | Kết quả    | Nguồn                |
| ---- | -------------------------------------------------------------- | ------------- | ------------ | ---------- | -------------------- |
| 1988 | Liên hoan phim tài liệu quốc tế Leipzig (Cộng hòa Dân chủ Đức) | Phim tài liệu | Chuyện tử tế | Bồ câu bạc | [ 67 ] [ 68 ] [ 69 ] |

## Di sản
Chuyện tử tế đã trở thành tác phẩm kinh điển của phim tài liệu Việt Nam, được nhiều người coi là bộ phim thành công và nổi tiếng nhất của đạo diễn Trần Văn Thủy. Phim đồng thời được xem như một đại diện tiêu biểu cho quá trình cởi mở hóa ("glasnost") của giới cầm quyền trong giai đoạn Đổi Mới và được liệt kê vào một trong 10 tác phẩm Việt Nam nổi tiếng nhất lấy chủ đề về thời bao cấp. Cuốn phim đã được báo chí quốc tế ví như "Quả bom đến từ Việt Nam nổ tung ở thành phố Leipzig" và được đạo diễn người Mỹ John Gianvito đề cử vào danh sách 10 phim hay nhất mọi thời đại lập ra bởi Viện phim Anh. Chuyện tử tế còn trở thành chủ đề của các nghiên cứu từ học giả quốc tế về Việt Nam đương thời. Nhiều người đã trích dẫn lời bình trong phim để nói về vấn đề đạo đức trong xã hội Việt Nam. Các văn sĩ, nghệ sĩ sau này cũng áp dụng lối khai thác và tiếp cận của Trần Văn Thủy vào những tác phẩm đề tài hậu chiến của mình, có thể kể tới nhà văn Nguyễn Ngọc Tư và Lê Thiếu Nhơn.
Sau thành công của Chuyện tử tế, tên tuổi Trần Văn Thủy đã được công chúng thế giới biết đến và ông được các đài truyền hình nước ngoài đặt hàng làm phim. Đạo diễn cũng từng được mời phỏng vấn bởi những người trong và ngoài nước về tác phẩm này. Các đồng nghiệp Đức của đạo diễn cùng báo chí tiếng Đức đã nhắc đến bộ phim nhiều lần; có người ghi nhận phim trong việc góp phần vào sự kiện sụp đổ bức tường Berlin vào năm 1989 – chỉ 10 tháng sau khi Chuyện tử tế nhận giải tại Leipzig. Cho đến tận 30 năm sau công chiếu, bộ phim vẫn giữ nguyên tính thời sự. Nhiều nơi trên Việt Nam đã tổ chức các buổi chiếu lại và thảo luận về phim, điều rất hiếm khi xảy ra với một tác phẩm điện ảnh. Có ý kiến nhận định Chuyện tử tế là "bộ phim đi trước thời đại với những triết lý đơn giản của cuộc sống".
Vào ngày 25 tháng 10 năm 2008, Chuyện tử tế đã được trình chiếu tại Liên hoan phim quốc tế Viên trong chương trình vinh danh những nhân vật đặc biệt và lịch sử điện ảnh có tên "Lessons and lesions: Vietnam". Theo các nhà tổ chức, tác phẩm được chọn vì nó nổi tiếng và rất hợp với thời cuộc. Việc tìm kiếm bản phim để chiếu ở Viên khá khó khăn vì cuốn phim nhựa gốc lưu trữ tại Việt Nam bị hỏng; họ đã phải sử dụng bản DVD chất lượng tốt của bộ phim do một đạo diễn người Mỹ sưu tầm. Năm 2009, Chuyện tử tế chiếu tại Hà Nội bên cạnh loạt phim tiêu biểu của các cựu học viên người Việt Nam thuộc Đại học Điện ảnh Quốc gia Liên bang Nga (VGIK) nhân kỷ niệm 90 năm trường thành lập. Bộ phim cũng được xếp làm tác phẩm khai mạc Liên hoan phim tài liệu ngắn 2013 của Viện Goethe ở Hà Nội.
Ngày 6 tháng 10 năm 2022, Trần Văn Thủy đã đoạt giải thưởng Lớn Giải thưởng Bùi Xuân Phái – Vì tình yêu Hà Nội lần thứ 15 nhờ các tác phẩm tài liệu của ông về Hà Nội, mà tiêu biểu là Chuyện tử tế và Hà Nội trong mắt ai. Cùng năm này, hai cuốn phim lưu trữ tại Viện phim Việt Nam đã được phát sóng trên kênh Truyền hình Quốc hội đúng dịp kỷ niệm 68 năm ngày Tiếp quản Thủ đô, mở đầu cho chương trình chiếu phim giữa Truyền hình Quốc hội và Viện phim Việt Nam. Chuyện tử tế cùng với những tác phẩm khác của Trần Văn Thủy từng nằm trong hồ sơ xét tặng Giải thưởng Hồ Chí Minh về văn học, nghệ thuật cho đạo diễn ở lĩnh vực điện ảnh. Tuy vậy, việc không tác phẩm nào được chấp thuận trong đợt xét duyệt năm 2021 đã tạo ra nhiều ý kiến trái chiều từ dư luận.
Phim đã truyền cảm hứng cho sự ra đời của chương trình Việc tử tế, do Đài Truyền hình Việt Nam sản xuất từ năm 2014. Năm 2019, nhóm các nhà báo Xuân Tùng, Uyên Phương, Lê Thanh Giang đã đăng trên báo Tiền phong loạt bài "Chuyện tử tế", chuyên phản ánh những tấm gương người tốt trả lại của rơi, lấy cảm hứng từ phim tài liệu của Trần Văn Thủy. Loạt báo này đoạt giải Nhất "Giải thưởng báo chí toàn quốc về công tác đoàn và phong trào thanh thiếu nhi" vào cùng năm.

### Tiếng Việt
- Trần Văn Thủy; Lê Thanh Dũng (2013). Chuyện nghề của Thủy. Thành phố Hồ Chí Minh: Nhà xuất bản Hội nhà văn. OCLC 901003615. Bản gốc lưu trữ ngày 7 tháng 5 năm 2023. Truy cập ngày 28 tháng 8 năm 2024.
- Ngô Phương Lan (1998). Đồng hành với màn ảnh: tiểu luận, phê bình điện ảnh. Hà Nội: Nhà xuất bản Văn hóa thông tin. OCLC 42717964. Bản gốc lưu trữ ngày 5 tháng 2 năm 2023. Truy cập ngày 28 tháng 8 năm 2024.
- Minh Chuyên (1998). Bút ký Minh Chuyên. Hà Nội: Nhà xuất bản Lao động. OCLC 41284824. Bản gốc lưu trữ ngày 29 tháng 4 năm 2023. Truy cập ngày 28 tháng 8 năm 2024.
- Nguyễn Thị Hồng Ngát (2005). Lịch sử điện ảnh Việt Nam, Tập 2. Cục Điện ảnh. OCLC 53129383. Bản gốc lưu trữ ngày 12 tháng 5 năm 2022. Truy cập ngày 28 tháng 8 năm 2024.
- Ngô Thảo (1996). Như cuộc đời. Hà Nội: Nhà xuất bản Sân khấu. OCLC 39360576. Bản gốc lưu trữ ngày 23 tháng 5 năm 2023. Truy cập ngày 28 tháng 8 năm 2024.

### Ngoại ngữ
- Tambling, Jeremy (ngày 29 tháng 10 năm 2022). The Palgrave Encyclopedia of Urban Literary Studies [Bách khoa toàn thư nghiên cứu văn học thành thị Palgrave] (bằng tiếng Anh). Springer Nature. ISBN 978-3-319-62419-8. OCLC 1156352927. Lưu trữ bản gốc ngày 6 tháng 5 năm 2023. Truy cập ngày 28 tháng 8 năm 2024.
- MacDonald, Scott; Zimmermann, Patricia R.; Tulke, Julia (ngày 2 tháng 3 năm 2021). Flash Flaherty: Tales from a Film Seminar [Flaherty: Những câu chuyện từ một hội thảo điện ảnh] (bằng tiếng Anh). Indiana University Press. ISBN 978-0-253-05399-2. OCLC 1196820126. Lưu trữ bản gốc ngày 6 tháng 5 năm 2023. Truy cập ngày 28 tháng 8 năm 2024.
- Wilson, Dean; Ronov, Michael (2020). "Tran Van Thuy's Story of Kindness: Spirituality and Political Discourse". A Companion to Contemporary Documentary Film [Đồng hành với phim tài liệu đương đại]. John Wiley & Sons. ISBN 9781119685661. OCLC 890793050. Lưu trữ bản gốc ngày 29 tháng 4 năm 2023. Truy cập ngày 28 tháng 8 năm 2024.
- Freeman, James M.; Nguyễn Ðình Hữu (1991). "Review of How to Behave" [Phê bình Chuyện tử tế]. The Journal of Asian Studies (bằng tiếng Anh). Quyển 50 số 2. tr. 479–481. doi:10.2307/2057291. ISSN 0021-9118. Bản gốc lưu trữ ngày 14 tháng 6 năm 2023. Truy cập ngày 28 tháng 8 năm 2024.
- Bradley, Mark Philip (ngày 31 tháng 12 năm 2020). Vietnam at War [Việt Nam trong chiến tranh] (bằng tiếng Anh). Oxford University Press. ISBN 978-0-19-289578-3. Lưu trữ bản gốc ngày 22 tháng 7 năm 2023. Truy cập ngày 28 tháng 8 năm 2024.
- Hồ Tài Huệ Tâm (1993). "Review of How to Behave" [Phê bình Chuyện tử tế]. The American Historical Review (bằng tiếng Anh). Quyển 98 số 4. tr. 1163–1164. doi:10.2307/2166607. ISSN 0002-8762. Bản gốc lưu trữ ngày 11 tháng 5 năm 2023. Truy cập ngày 28 tháng 8 năm 2024.
- Dissanayake, Wimal (ngày 22 tháng 10 năm 1994). Colonialism and Nationalism in Asian Cinema [Chủ nghĩa thực dân và chủ nghĩa dân tộc trong điện ảnh châu Á] (bằng tiếng Anh). Indiana University Press. ISBN 978-0-253-11647-5. Bản gốc lưu trữ ngày 22 tháng 7 năm 2023. Truy cập ngày 28 tháng 8 năm 2024.
- Doraiswamy, Rashmi; Padgaonkar, Latika (ngày 2 tháng 2 năm 2011). Asian Film Journeys: Selections from Cinemaya [Hành trình nghiên cứu điện ảnh châu Á: tuyển chọn từ Cinemaya] (bằng tiếng Anh). SCB Distributors. ISBN 978-81-8328-208-6. Lưu trữ bản gốc ngày 13 tháng 5 năm 2023. Truy cập ngày 28 tháng 8 năm 2024.
- Bradley, Mark Philip (ngày 26 tháng 3 năm 2009). Vietnam at War [Việt Nam trong chiến tranh] (bằng tiếng Anh). OUP Oxford. ISBN 978-0-19-160454-6. Lưu trữ bản gốc ngày 16 tháng 5 năm 2023. Truy cập ngày 28 tháng 8 năm 2024.
- Moine, Caroline (ngày 21 tháng 9 năm 2018). Screened Encounters: The Leipzig Documentary Film Festival, 1955-1990 [Những cuộc gặp gỡ điện ảnh: Liên hoan phim tài liệu Leipzig, 1955-1990] (bằng tiếng Anh). Berghahn Books. ISBN 978-1-78533-910-3. OCLC 1303522072. Lưu trữ bản gốc ngày 18 tháng 5 năm 2023. Truy cập ngày 28 tháng 8 năm 2024.
- Collins, Rebekah Linh (2015). "Vietnamese Literature After War and Renovation: The Extraordinary Everyday" [Văn học Việt Nam sau chiến tranh và đổi mới: Những điều phi thường mỗi ngày]. Journal of Vietnamese Studies (bằng tiếng Anh). Quyển 10 số 4. tr. 82–124. ISSN 1559-372X. Bản gốc lưu trữ ngày 25 tháng 4 năm 2023. Truy cập ngày 28 tháng 8 năm 2024.
- Nguyen Khai Thu (2010). Sensing Vietnam: Melodramas of Nation from Colonialism to Market Reform [Cảm nhận Việt Nam: Giai điệu dân tộc từ chủ nghĩa thực dân đến cải cách thị trường] (Luận văn) (bằng tiếng Anh). UC Berkeley. Bản gốc lưu trữ ngày 27 tháng 10 năm 2015. Truy cập ngày 28 tháng 8 năm 2024.
- Fumitoshi, Karima (2006). "ベトナムと中国：社会主義国にドキュメンタリーは可能か 刈間文俊／東京大学教養学部教授". 東アジアのドキュメンタリー映画 [Phim tài liệu Đông Á] (PDF) (bằng tiếng Nhật). Tokyo: Đại học Tokyo. Bản gốc (PDF) lưu trữ ngày 12 tháng 5 năm 2023. Truy cập ngày 28 tháng 8 năm 2024.
- McGregor, Peter; Blackburn, Susan; Berry, Chris; Freiberg, Freda (ngày 1 tháng 11 năm 1993). "Film and video reviews" [Phê bình phim điện ảnh và phim video]. Asian Studies Review (bằng tiếng Anh). Quyển 17 số 2. tr. 229–234. doi:10.1080/03147539308712942. ISSN 1035-7823. Bản gốc lưu trữ ngày 19 tháng 5 năm 2023. Truy cập ngày 28 tháng 8 năm 2024.
- Heider, Karl G. (2004). Seeing Anthropology: Cultural Anthropology Through Film [Nhìn vào Nhân học: Nhân học văn hóa qua phim ảnh] (bằng tiếng Anh) (ấn bản thứ 3). Allyn & Bacon. ISBN 978-0-205-38912-4. Bản gốc lưu trữ ngày 13 tháng 5 năm 2023. Truy cập ngày 28 tháng 8 năm 2024.